# Umberto Calzoni
Umberto Calzoni (* 1881 in San Martino in Colle; † 1959) war ein italienischer Archäologe und von 1925 bis 1958 Direktor des Archäologischen Nationalmuseums Umbrien in Perugia. Neben Giuseppe Bellucci gilt er in Umbrien als maßgeblicher Archäologe für die Zeit zwischen dem 19. Jahrhundert und der Mitte des 20. Jahrhunderts.

## Leben
Calzoni studierte zwar Jurisprudenz bis zur laurea und arbeitete auch als Anwalt, doch interessierte er sich vor allem für Dichtung, mit Vorliebe im regionalen Dialekt, und für Ur- und Frühgeschichte. 
Calzoni begann um 1920 Fachbeiträge und -vorträge zu veröffentlichen. 1921 bis 1927 folgten Arbeiten über Torbidone, San Martino in Colle zu Perugia, schließlich folgte 1926 ein Museumsführer unter dem Titel Guida per il visitatore del Museo Preistorico di Palazzo Gallenga in Perugia (der Palast wurde 1927 Sitz der Ausländeruniversität Perugia). Nachdem Giuseppe Bellucci, Direktor des archäologischen Museums von Perugia 1921 gestorben war, verkauften dessen Erben seine urgeschichtlichen Sammlungen an Provinz und Kommune. 1925 übernahm Calzoni zwar die Leitung des Museums, doch erst 1948 wurden die archäologischen Exponate dieser verschiedenen privaten Sammlungen unter Calzoni zusammengeführt, der das Museum bis 1958 als Direktor leitete.
1927 bis 1935 widmete sich Umberto Calzoni den Ausgrabungen in den Höhlen am Monte Cetona in der Provinz Siena, ermutigt durch Funde aus der Bronzezeit. Dabei wurden zunächst die Grotta di San Francesco und die Grotta della Carbonaia ergraben, dann folgten 1928 der Antro della Noce und der Antro del Poggetto sowie die Tombetta della Strada, die ein miteinander verbundenes Höhlensystem darstellten. Da in dieser Zeit nur wenig aus jener Epoche ausgegraben worden war, konnte er den Soprintendente di Firenze, den zuständigen Leiter der Behörde für die kulturellen Schätze und insbesondere für die Archäologie der Toskana, mit den Worten einladen: „Ti mostrerò cose mai viste“ (Ich werde dir noch nie gesehene Dinge zeigen). Die Funde aus den Höhlen verbrachte er in das von ihm geleitete Museum. Zugleich versuchte er die Außenwirkung der Museen Perugias durch die Publikation eines Beitrages zu diesem Themenkreis im Bollettino della Deputazione di Storia patria per l’Umbria zu verstärken. Mit Calzonis Tod erlitt die umbrische Archäologie nicht nur einen herben Verlust, sondern sie kam praktisch zum Erliegen.

## Schriften (Auswahl)
- L’abitato preistorico di Belverde sulla Montagna di Cetona. In: Notizie degli scavi di antichità. Serie 6, 9 = 58, 1933, ISSN 0391-8157, S. 45–102.
- Scoperte preistoriche nelle „Tane del Diavolo“ presso Parrano (Orvieto). Nota preliminare. In: Archivio per l’antropologia e la etnologia. 63, 1933, S. 267–274.
- Resti di un abitato preistorico a „Casa Carletti“ sulla montagna di Cetona. In: Studi Etruschi. 10, 1936, ISSN 0391-7762, S. 329–339.
- Lo strato superiore delle „Tane del Diavolo“ presso Parrano (Orvieto). In: Studi Etruschi. 12, 1938, S. 225–235.
- Recenti scoperte a Grotta Lattaia sulla montagna di Cetona. In: Studi Etruschi. 14, 1940, S. 301–304.
- Le stazione preistoriche della Montagna di Cetona: Belverde I. In: Quaderni di Studi Etruschi. Serie 1: Ricerche Preistoriche in Etruria. quaderno l, 1954, ZDB-ID 918840-X, S. 29–59.